# Майстер Тршебоньського вівтаря

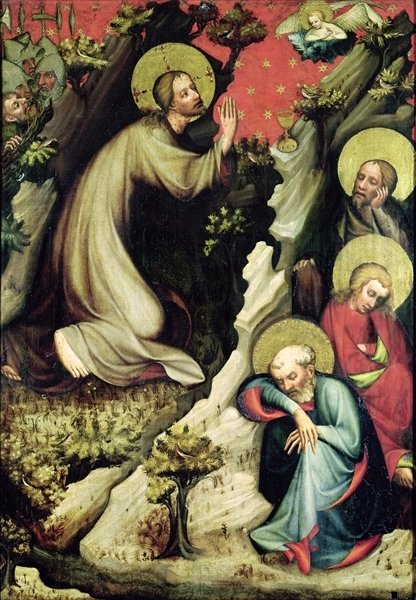
«Христос на Оливній горі», з Тржебонського вівтаря

Майстер Тршебоньського вівтаря (нім. Майстер з Віттінгау) — богемський художник, який діяв у Празі близько 1380–1390 років. Його ім’я походить від Тршебонського вівтаря з церкви Святого Елігія монастиря августинського монастиря Тршебонь (відомого німецькою як «Віттінгау»). На триптиху зображено «Христос на Оливній горі», «Гріб Христовий» і «Воскресіння». Його датовано приблизно 1380 роком, і сьогодні проводиться у філії монастиря Св. Агнеси Національної галереї в Празі.
Стилістично майстер, схоже, знав французький живопис; крім того. Він створив так званий «красивий стиль», богемний варіант Міжнародної готики стилю, в якому фігури розміщені в глибоких декораціях і змодельовані світлотінню; такої інтенсивності ніколи раніше не було в богемному мистецтві, але вона стане помітною у творчості майбутніх поколінь художників. Крім того, вплив майстра можна побачити в роботах інших європейських художників того періоду, особливо в Майстер Бамберзького вівтаря.
Картина Богоматері Скорботної майстра, написана до 1380 року, колись висіла в церкві Církvice; «Мадонна» в Рудніце  зараз у Празі. Художник також відповідає за «Поклоніння дитині» в замку Глубоцький замок та «Розп'яття» та «Свята Марія Небесного вівтаря» у Празі; остання є однією з перших відомих богемних картин, які демонструються в декорованій рамі як частина композиції. Крім того, вважається, що «Богоматір зі Святим Варфоломієм і Свята Маргарита», також у Глубоці, написана його рукою.

## Галерея

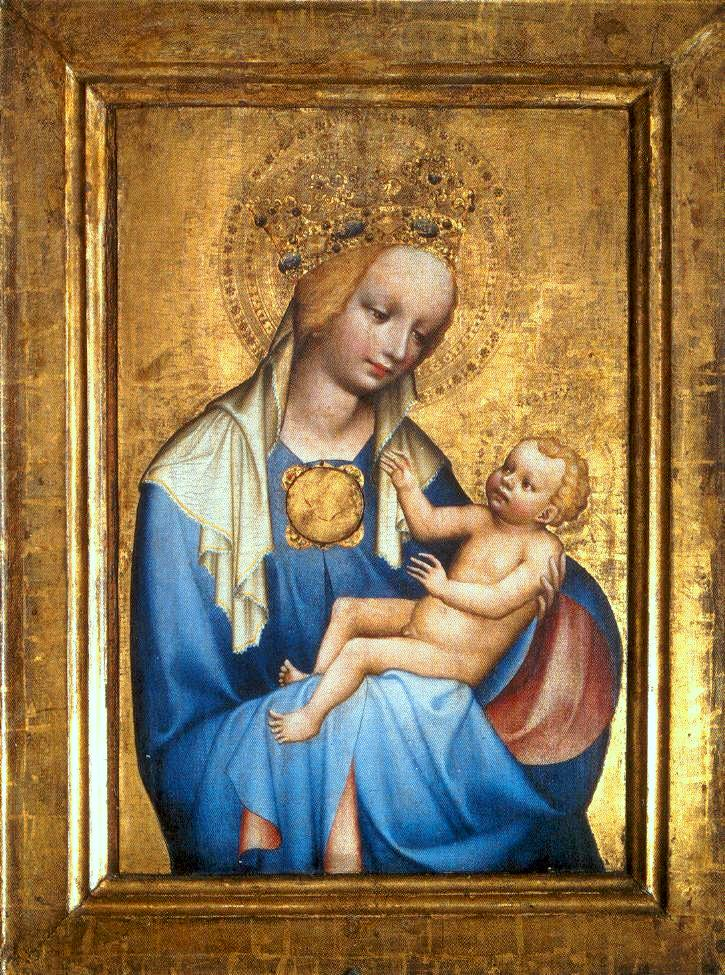
Мадонна з Роудниці, c 1385–1390, Національна галерея Праги
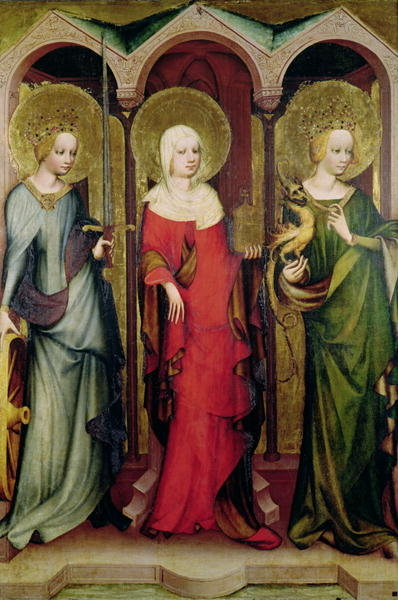
З Třeboň Altarpiece; Святі Катерина, Марія Магдалина та Маргарита, Національна галерея Праги